# Сарсания, Константин Сергеевич
Константи́н Серге́евич Сарса́ния (11 июня 1968, Москва — 7 октября 2017, Москва) — советский футболист, российский футбольный агент, функционер и тренер.

## Биография
Отец Сергей Константинович (1937—2021) — выпускник Ташкентского государственного медицинского института (1960). Специалист в области медико-биологических проблем физической культуры и спорта. Кандидат медицинских наук (1966). Профессор (1996). Заслуженный работник физической культуры РФ (1994).
Константин Сарсания — воспитанник СДЮШОР «Динамо» Москва. В первенстве СССР выступал в клубах первой и второй лиг «Динамо-2» Москва (1988), «Факел» Воронеж (1988), «Красная Пресня» (1988, 1989, 1989—1990), «Спартак» Орджоникидзе (1989). В 1990—1993 годах играл во французских клубах «Дюнкерк» и «Армантьер».
С 1994 года — профессиональный футбольный агент, с 1998 — лицензированный агент ФИФА.
После окончания игровой карьеры работал менеджером владикавказской «Алании».
Создатель собственной футбольной школы «Академика». Но несмотря на отличные условия (будущая база гандбольного клуба «Чеховские Медведи»), больших успехов это не принесло. Задача была в создании «конвейера» для российских игроков из провинции в Европу. Самыми известными воспитанниками стали: Александр Павленко и Арсений Логашов, Илья Максимов (1 матч за сборную России, играл в тульском «Арсенале» и «Анжи»), Олег Самсонов (играл с ФК «Химки» в Премьер-лиге, далее «Крылья Советов» и «Краснодар»), а также Ильяс Зейтуллаев — бывший игрок сборной Узбекистана, тренер «молодёжки» ФК «Купелла». По разным причинам проект был закрыт.
В 2006—2008 годах — главный тренер московского «Спортакадемклуба» (создан на базе его футбольной школы). Одновременно работал в петербургском «Зените» спортивным директором (июль 2006—2007) и советником президента клуба по вопросам трансферной и селекционной политики (2008). С 15 декабря 2008 года по 19 сентября 2009 года являлся главным тренером ФК «Химки». В конце 2009 года вступил в должность спортивного директора ФК «Динамо» Москва.
С 8 февраля 2010 года — советник по спортивным вопросам президента РФС Сергея Фурсенко.
12 августа 2010 года назначен главным тренером воронежского «Факела». 12 сентября 2011 подал заявление об отставке, однако на следующий день заявил, что продолжает работать в команде. В 2012 году работал президентом воронежского «Факела».
С 2013 по 2017 год — главный тренер литовского «Атлантаса». 27 мая 2017 года вновь занял пост спортивного директора «Зенита».
5 октября 2017 года в Москве был госпитализирован в больницу, скончался на 50-м году жизни 7 октября. По предварительным данным, причиной смерти стал отрыв тромба. Похороны прошли 10 октября на кладбище «Ракитки» в Москве.

Памятная доска в Клайпеде

7 октября 2018 г. в Клайпеде на здании Клайпедского центрального стадиона была открыта памятная доска Константину Сарсания. Памятную доску изготовил скульптор Гинтаутас Йонкус.

## Семья
Дочь Надежда от первого брака, сын Денис от второго брака.